# Премијер Узбекистана
Премијер Узбекистана стоји на челу Владе Републике Узбекистана. Према Уставу Узбекистана, премијера Узбекистана и заменике министара поставља председник.

## Списак премијера
| #  | Слика | Име                | Почетак функције   | Крај функције      |
| -- | ----- | ------------------ | ------------------ | ------------------ |
| 1. |       | Абдулхасим Муталов | 8. јануар 1992.    | 21. децембар 1995. |
| 2. |       | Откир Султонов     | 21. децембар 1995. | 12. децембар 2003. |
| 3. |       | Шавкат Мирзијојев  | 12. децембар 2003. | 14. децембар 2016. |
| 4. |       | Абдула Арипов      | 14. децембар 2016. | тренутно           |